# Ларраона Саралеги, Аркадио Мария
Аркадио Мария Ларраона Саралеги (исп. Arcadio María Larraona Saralegui; 12 ноября 1883, Отейса-де-ла-Солана, Испания — 7 мая 1973, Рим, Италия) — испанский куриальный кардинал, кларетинец. Заместитель Секретаря Священной Конгрегации по делам монашествующих с 27 ноября 1943 по 11 декабря 1949. Секретарь Священной Конгрегации по делам монашествующих с 11 декабря 1949 по 14 декабря 1959. Великий пенитенциарий с 13 августа 1961 по 12 февраля 1962. Префект Священной Конгрегации обрядов с 12 февраля 1962 по 9 января 1968. Титулярный архиепископ Диочезареи ди Изаурии с 5 по 19 апреля 1962. Камерленго Священной Коллегии кардиналов с 5 марта по 7 мая 1973. Кардинал-дьякон с 14 декабря 1959, с титулярной диаконией Санти-Бьяджо-э-Карло-аи-Катинари с 17 декабря 1959 по 28 апреля 1969. Кардинал-протодьякон с 26 июня 1967 по 28 апреля 1969. Кардинал-священник с титулом церкви Сакро-Куоре-ди-Мария с 28 апреля 1969.
Участвовал в работе Второго Ватиканского собора.